# Hiram, Maine
Hiram är en kommun (town) i Oxford County i Maine. Vid 2010 års folkräkning hade Hiram 1 620 invånare.